# KWW T 1
Der Triebwagen KWW T 1 war ein Triebwagen der Kleinbahn Wallwitz–Wettin. Er wurde für den Betrieb auf der Kleinbahn beschafft, da sich auf der kurzen Distanz der vorher hier eingesetzten Benzoltriebwagen der DWK nicht wirtschaftlich einsetzen ließ. Der Triebwagen KWW T 1 gilt als einer der ersten Fahrzeuge der so genannten Wettiner Triebwagen. Er erhielt bei der Kleinbahnabteilung des Provinzialverbandes Sachsen später die Bezeichnung T 1. Der Triebwagen wurde 1949 von der Deutschen Reichsbahn als VT 135 525 übernommen und bekam ab 1970 die neue EDV-Bezeichnung 186 019-6. Das Fahrzeug war bis in die 1970er Jahre aktiv.

## Geschichte
Da die benzolmechanischen Triebwagen auf der ungefähr zehn Kilometer langen Kleinbahn Wallwitz–Wettin nicht wirtschaftlich eingesetzt konnten, wurde von der Kleinbahnabteilung des Provinzialverbandes Sachsen und anderen Kleinbahnen die Entwicklung eines Triebwagens für kurze Strecken in Auftrag gegeben, mit denen dem aufstrebenden Busverkehr Konkurrenz geboten werden konnte. Dieses Fahrzeug wurde von der Waggon- und Maschinenbau Görlitz Görlitz entwickelt und gleichzeitig anderen Kleinbahnen zum Kauf angeboten. Für den Betrieb auf der Kleinbahn Wallwitz–Wettin erhielten die Fahrzeuge von Anfang an Zug- und Stoßeinrichtung der leichten Bauart, um einen Beiwagen befördern zu können. Die Kleinbahn Bebitz–Alsleben und die Obereichsfelder Kleinbahn erhielten Fahrzeuge derselben Bauart von der WUMAG.
Bei Testfahrten konnte das Fahrzeug leistungs- und verbrauchsmäßig überzeugen. Hinzu kam, dass es mit einer Totmanneinrichtung versehen war und dadurch im Einmannbetrieb eingesetzt werden konnte. Bei den Reisenden konnte der Wagen auf Grund seiner Ausstattung überzeugen. Durch den Einbau von gepolsterten Sitzen mit Armlehnen wurde ein wesentlich höherer Reisekomfort als in der Holzklasse der Dampfzüge erreicht. Bald war der Triebwagen durch die steigende Reisendenzahl an der Leistungsgrenze angelangt, was zur Beschaffung eines größeren Fahrzeuges, dem KWW T 2 führte. Der T1 wurde fortan nur noch in den verkehrsschwachen Zeiten eingesetzt.
Der T1 hatte im September 1938 einen Zusammenstoß mit einem Autobus, der den Triebwagen aus dem Gleis drückte, jedoch nicht zerstörte.
Der Triebwagen wurde nach 1950 von der Deutschen Reichsbahn übernommen und als VT 135 525 bezeichnet. Zuerst wurde er auf seiner Stammstrecke weiter eingesetzt. Das Betriebsbuch des VT 135 525  ist vollständig erhalten geblieben. Es zeigt den Einsatz des Triebwagens bei acht verschiedenen Einsatzstellen. Vornehmlich war er in der RBD Magdeburg eingesetzt, vom Februar 1967 bis Juni 1967 erfolgte ein Einsatz beim Bahnbetriebswerk Dresden. Für den Dienst auf der ehemaligen Stammstrecke standen ab Ende der 1950er Jahre genügend Altbaufahrzeuge der Staatsbahn mit vergrößertem Fassungsvermögen zur Verfügung. Zudem erschien ab 1962 die neue Baureihe VT 2.09
Der VT 135 525 wurde im Mai 1972 z-gestellt, nachdem er noch die neue EDV-Nummer 186 019-6 erhalten hatte. Er wurde 1974 ausgemustert und im März 1975 verschrottet. Erinnerungen an das Fahrzeug gibt es über Fotos in der Literatur.

## Konstruktive Merkmale
Der Triebwagen gehörte zu einer Serie von Triebwagen für die Kleinbahnen in der Provinz Sachsen, von denen die Waggon- und Maschinenbau Görlitz (WUMAG) in Görlitz 1933 die Konstruktion erstellt hatte. Dieses Fahrzeug gehörte zu einer Serie mit vier Triebwagen, die von der WUMAG hergestellt wurden.
Das Untergestell und das Kastengerippe, das außen mit 1,5 mm starkem Blech verkleidet war, bestanden aus elektrisch verschweißten Baustahlprofilen. Konstruiert waren die Fahrzeuge als Solofahrzeuge. Dafür besaßen sie anfangs keine Zug- und Stoßvorrichtung. Für den Beiwagenbetrieb wie bei der KWW wurden sie später mit leichter Zug- und Stoßeinrichtung versehen. Als Bremseinrichtung besaßen sie eine einlösige Bremse der Bauart Knorr, die für einen Beiwagenbetrieb vorgesehen war. Gebremst wurden die Achsen nur einseitig. Gesandet wurde die Antriebsachse. Die Inneneinrichtung unterteilte sich in das Fahrgastabteil und die beiden Führerstände. Diese waren durch Trennwände und Drehtüren voneinander getrennt. Der Fußboden bestand aus Kiefernholz, das mit Linoleum belegt war. Über Klappen im Fußboden konnte die Maschinenanlage gewartet werden. Das Fahrzeug besaß 37 gepolsterte Sitzplätze mit Armlehnen, zur damaligen Zeit eine Verbesserung des Reisekomforts. Auf Grund der kurzen Streckenlänge wurde auf eine Toilette verzichtet.
Angetrieben wurden das Fahrzeug von einem Vierzylinder-Viertakt-Dieselmotor OM 65 von Mercedes-Benz. In den 1950er Jahren wurde der verschlissenen Originalmotor durch einen Austauschmotor aus dem Kombinat Industrieverband Fahrzeugbau (IFA) ersetzt. Die Kraftübertragung erfolgte über das Mylius-Getriebe und ein Achswendegetriebe, das mit einer Drehmomentenstütze versehen war. Beheizt war das Fahrzeug über eine Warmwasserheizung, die so ausgelegt war, dass das Innere des Wagens bei −20 °C Außentemperatur auf +20 °C beheizt werden konnte.